# Risco de la Concepción
Risco de la Concepción este o arie protejată (arie specială de conservare — SAC, sit de importanță comunitară — SCI) din Spania întinsă pe o suprafață de 65,7 ha, integral pe uscat.

## Localizare
Centrul sitului Risco de la Concepción este situat la coordonatele 28°40′34″N 17°46′31″W / 28.676°N 17.7754°V.

## Înființare
Situl Risco de la Concepción a fost declarat sit de importanță comunitară în octombrie 1999 pentru a proteja un număr necunoscut de specii din flora spontană și fauna sălbatică aflate în arealul zonei. Situl a fost protejat și ca arie specială de conservare în ianuarie 2010.

## Biodiversitate
Situată în ecoregiunea , aria protejată conține 3 habitate naturale: Pante stâncoase silicioase cu vegetație casmofită, Plantații de palmieri Phoenix, Tufărișuri termo-mediteraneene și de pre-deșert.
La baza desemnării sitului se află un număr nedeclarat de specii protejate.